# Harrison Barnes
Harrison Bryce Jordan Barnes (Ames, 30 maggio 1992) è un cestista statunitense, professionista nella NBA con i San Antonio Spurs.

## Carriera
Conteso dai maggiori atenei al momento della selezione per la stagione NCAA 2010-11, venne convinto dalla decisione di coach Roy Williams. Ha avuto fin dall'inizio un impatto deciso vincendo il premio di ACC Rookie of the Year nel 2011.

### NBA (2012-)

#### Golden State Warriors (2012-2016)
Al Draft NBA 2012 viene selezionato dai Golden State Warriors come 7ª scelta assoluta. Nella prima stagione ai Warriors colleziona ben 81 presenze, partendo spesso in quintetto base. Le ottime prestazioni della sua squadra permettono a Barnes e compagni di approdare ai Playoffs 2013 dove eliminano al primo turno i Denver Nuggets, in sei gare. Si arrendono però nelle semifinali di Conference ai San Antonio Spurs che vincono per 4-2. Vince il suo primo titolo NBA con i Golden State Warriors, che nei Playoffs 2015 sconfissero in finale per 4-2 i Cleveland Cavaliers.
L'anno successivo i Warriors tornano alle finali NBA dove incontrano di nuovo i Cleveland Cavaliers; tuttavia questa volta sono i Cavs a prevalere rimontando uno svantaggio di 1-3 e vincendo la serie per 4-3 ai danni dei californiani: Barnes non gioca una buona finale, totalizzando il 16% di tiri dal campo nelle ultime 3 partite della serie.

#### Dallas Mavericks (2016-2019)
Il 7 luglio 2016, considerando quelle che erano le sue (alte) richieste e che gli Warriors dovevano liberare spazio per mettere sotto contratto Kevin Durant, ha firmato un contratto quadriennale da 94 milioni di $ con i Dallas Mavericks.

#### Sacramento Kings (2019-2024)
Il 7 febbraio 2019 è stato ceduto via trade ai Sacramento Kings. Il 1º luglio rinnova con la franchigia della California un contratto quadriennale da 88 milioni di dollari.

#### San Antonio Spurs (2024-)
L'8 luglio 2024 viene ceduto via trade ai San Antonio Spurs.

### Nazionale

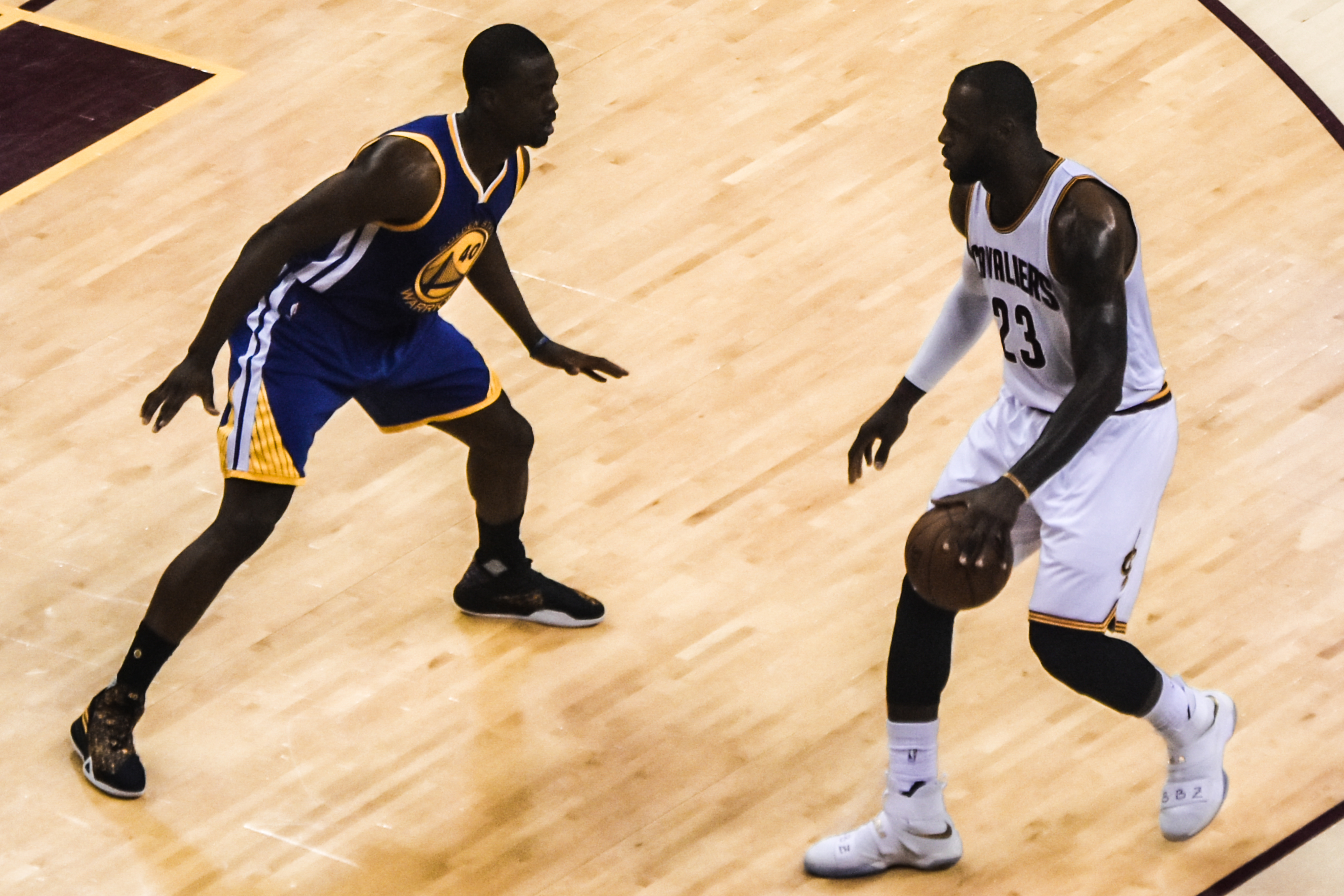
Harrison Barnes (sinistra) in marcatura su LeBron James.

Barnes ha preso parte alla selezione americana che partecipa alle Olimpiadi di Rio de Janeiro 2016, dove ha giocato in squadra con cestisti del livello di Kevin Durant, Carmelo Anthony, Paul George, Kyrie Irving e DeMarcus Cousins, vincendo la medaglia d'oro, sconfiggendo in finale la Serbia per 96-66, nonostante fosse l'ultimo della rotazione della squadra.

## Statistiche
| † | Denota una stagione in cui ha vinto il titolo |

### NCAA
| Anno      | Squadra             | PG | PT | MP   | TC%  | 3P%  | TL%  | RP  | AP  | PRP | SP  | PP   |
| --------- | ------------------- | -- | -- | ---- | ---- | ---- | ---- | --- | --- | --- | --- | ---- |
| 2010-2011 | N. Carol. Tar Heels | 37 | 36 | 29,4 | 42,1 | 34,4 | 75,4 | 5,8 | 1,4 | 0,7 | 0,4 | 15,7 |
| 2011-2012 | N. Carol. Tar Heels | 38 | 37 | 29,2 | 44,0 | 35,8 | 72,3 | 5,2 | 1,1 | 1,1 | 0,3 | 17,1 |
| Carriera  | Carriera            | 75 | 73 | 29,3 | 43,0 | 34,9 | 73,5 | 5,5 | 1,3 | 0,9 | 0,4 | 16,4 |

#### Massimi in carriera
- Massimo di punti: 40 vs Clemson (12 marzo 2011)[10]
- Massimo di rimbalzi: 16 vs Long Island (18 marzo 2011)
- Massimo di assist: 5 vs Elon (29 dicembre 2011)
- Massimo di palle rubate: 6 vs Boston (7 gennaio 2012)
- Massimo di stoppate: 2 (3 volte)
- Massimo di minuti giocati: 41 vs Clemson (12 marzo 2011)

### NBA

#### Regular Season
| Anno       | Squadra           | PG  | PT  | MP   | TC%  | 3P%  | TL%  | RP  | AP  | PRP | SP  | PP   |
| ---------- | ----------------- | --- | --- | ---- | ---- | ---- | ---- | --- | --- | --- | --- | ---- |
| 2012-2013  | G.S. Warriors     | 81  | 81  | 25,4 | 43,9 | 35,9 | 75,8 | 4,1 | 1,2 | 0,6 | 0,2 | 9,2  |
| 2013-2014  | G.S. Warriors     | 78  | 24  | 28,3 | 39,9 | 34,7 | 71,8 | 4,0 | 1,5 | 0,8 | 0,3 | 9,5  |
| 2014-2015† | G.S. Warriors     | 82  | 82  | 28,3 | 48,2 | 40,8 | 72,0 | 5,5 | 1,4 | 0,7 | 0,2 | 10,1 |
| 2015-2016  | G.S. Warriors     | 66  | 59  | 30,9 | 46,6 | 38,3 | 76,1 | 4,9 | 1,8 | 0,6 | 0,2 | 11,7 |
| 2016-2017  | Dallas Mavericks  | 79  | 79  | 35,5 | 46,8 | 35,1 | 86,1 | 5,0 | 1,5 | 0,8 | 0,2 | 19,2 |
| 2017-2018  | Dallas Mavericks  | 77  | 77  | 34,2 | 44,5 | 35,7 | 82,7 | 6,1 | 2,0 | 0,6 | 0,2 | 18,9 |
| 2018-2019  | Dallas Mavericks  | 49  | 49  | 32,3 | 40,4 | 38,9 | 83,3 | 4,2 | 1,3 | 0,7 | 0,2 | 17,7 |
| 2018-2019  | Sacramento Kings  | 28  | 28  | 33,9 | 45,5 | 40,8 | 80,0 | 5,5 | 1,9 | 0,6 | 0,1 | 14,3 |
| 2019-2020  | Sacramento Kings  | 72  | 72  | 34,5 | 46,0 | 38,1 | 80,1 | 4,9 | 2,2 | 0,6 | 0,2 | 14,5 |
| 2020-2021  | Sacramento Kings  | 58  | 58  | 36,2 | 49,7 | 39,1 | 83,0 | 6,6 | 3,5 | 0,7 | 0,2 | 16,1 |
| 2021-2022  | Sacramento Kings  | 77  | 77  | 33,6 | 46,9 | 39,4 | 82,6 | 5,6 | 2,4 | 0,7 | 0,2 | 16,4 |
| 2022-2023  | Sacramento Kings  | 82  | 82  | 32,5 | 47,3 | 37,4 | 84,7 | 4,5 | 1,6 | 0,7 | 0,1 | 15,0 |
| 2023-2024  | Sacramento Kings  | 82  | 82  | 29,0 | 47,4 | 38,7 | 80,1 | 3,0 | 1,2 | 0,7 | 0,1 | 12,2 |
| 2024-2025  | San Antonio Spurs | 82  | 82  | 27,2 | 50,8 | 43,3 | 80,9 | 3,8 | 1,7 | 0,5 | 0,2 | 12,3 |
| Carriera   | Carriera          | 993 | 932 | 31,3 | 46,0 | 38,5 | 81,0 | 4,8 | 1,8 | 0,7 | 0,2 | 13,9 |

#### Play-off
| Anno     | Squadra          | PG | PT | MP   | TC%  | 3P%  | TL%  | RP  | AP  | PRP | SP  | PP   |
| -------- | ---------------- | -- | -- | ---- | ---- | ---- | ---- | --- | --- | --- | --- | ---- |
| 2013     | G.S. Warriors    | 12 | 12 | 38,4 | 44,4 | 36,5 | 85,7 | 6,4 | 1,3 | 0,6 | 0,4 | 16,1 |
| 2014     | G.S. Warriors    | 7  | 0  | 22,3 | 39,6 | 38,1 | 56,3 | 4,0 | 1,1 | 0,1 | 0,4 | 7,9  |
| 2015†    | G.S. Warriors    | 21 | 21 | 32,4 | 44,0 | 35,5 | 73,5 | 5,2 | 1,5 | 0,8 | 0,5 | 10,6 |
| 2016     | G.S. Warriors    | 24 | 23 | 31,0 | 38,5 | 34,2 | 76,5 | 4,7 | 1,3 | 0,7 | 0,2 | 9,0  |
| 2023     | Sacramento Kings | 7  | 7  | 28,0 | 41,7 | 24,0 | 73,1 | 3,4 | 0,7 | 1,1 | 0,3 | 10,7 |
| Carriera | Carriera         | 71 | 63 | 31,5 | 41,9 | 34,3 | 75,2 | 4,9 | 1,3 | 0,7 | 0,4 | 10,7 |

#### Massimi in carriera
- Massimo di punti: 39 vs Golden State Warriors (25 gennaio 2024)[11]
- Massimo di rimbalzi: 15 vs Utah Jazz (22 ottobre 2021)
- Massimo di assist: 8 (3 volte)
- Massimo di palle rubate: 4 (7 volte)
- Massimo di stoppate: 2 (12 volte)
- Massimo di minuti giocati: 53 vs San Antonio Spurs (6 maggio 2013)

## Palmarès
- Campionato NBA: 1

Golden State Warriors: 2015
- 2010, 2011: Preseason All-American
- 2011: Second Team All-ACC
- 2011: All-ACC Freshman Team
- 2011: ACC Rookie of the Year[1]
- NBA All-Rookie First Team (2013)